# Fibra neutra

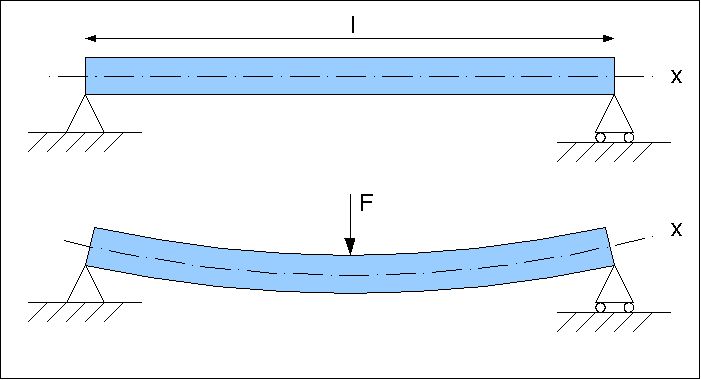
Secció longitudinal d'una biga en repòs i flexionada: la seva fibra neutra (x) està indicada amb una línia segmentada.

La fibra neutra o eix neutre és la superfície material corba, d'una peça allargada o d'una placa, deformada per flexió, que separa la zona comprimida de la zona traccionada. Les fibres neutres tenen aquestes propietats:
Geomètricasi considerem una corba continguda totalment en la fibra neutra, les distàncies al llarg d'aquesta corba no varien abans i després de la deformació per flexió.
TensionalEn una biga de material elàstic i isòtrop sotmesa a flexió, la tensió sobre una secció transversal és proporcional a la distància a la fibra neutra.
Representació bidimensionalEn una secció transversal bidimensional d'una biga o peça prismàtica sotmesa a flexió la fibra neutra queda reduïda a una línia recta.
La fletxaÉs la màxima distància entre la fibra neutra de l'estat en repòs i sol·licitat (sota càrrega).